# The Peel Sessions (album de Madness)
Pour les articles homonymes, voir Peel Sessions.
Albums de Madness
Mad Not Mad
(1985) Utter Madness
(1986)
The Peel Sessions est un EP de Madness, sorti en 1986.
Les quatre titres ont été enregistrés le 14 août 1979 dans les studios de la BBC et retransmis le 27 août 1979 sur la station de radio BBC Radio 1, dans le cadre de l'émission de John Peel, The Peel Sessions.

## Liste des titres
| 1. | The Prince            | 2:31 |
| 2. | Bed and Breakfast Man | 3:24 |

| 1. | Land of Hope and Glory | 2:42 |
| 2. | Stepping into Line     | 2:38 |